# Euroliga 2005-06

La temporada 2005-06 de la Euroliga (la máxima competición de clubes de baloncesto de Europa) se disputó del 31 de octubre de 2005 hasta el 30 de abril de 2006 y fue organizada por la Unión de Ligas Europeas de Baloncesto (ULEB).
Los mejores 24 clubes europeos de baloncesto compitieron por el título de campeón de clubes europeo, el cual fue ganado por el PBC CSKA Moscú en la ciudad de Praga.

## Primera fase
Los cinco primeros de cada grupo y el mejor sexto alcanzaron el Top 16.
| Clave para los grupos                       |
| ------------------------------------------- |
| Equipos clasificados para la siguiente fase |
| Equipos eliminados                          |

### Grupo A
|    | Equipo               | PJ | PG | PP | PF   | PC   | Dif  |
| -- | -------------------- | -- | -- | -- | ---- | ---- | ---- |
| 1. | TAU Cerámica         | 14 | 11 | 3  | 1130 | 976  | +154 |
| 2. | Climamio Bolonia     | 14 | 10 | 4  | 1114 | 989  | +125 |
| 3. | BC Žalgiris Kaunas   | 14 | 9  | 5  | 1065 | 1037 | +28  |
| 4. | Benetton Treviso     | 14 | 8  | 6  | 1042 | 1134 | +8   |
| 5. | GHP Bamberg          | 14 | 7  | 7  | 975  | 1023 | -48  |
| 6. | KK Olimpia Ljubljana | 14 | 5  | 9  | 1059 | 1080 | -21  |
| 7. | Strasbourg IG        | 14 | 3  | 11 | 972  | 1058 | -86  |
| 8. | AEK Atenas BC        | 14 | 3  | 11 | 940  | 1100 | -160 |

|      | BASK  | FORT  | ŽALG  | TREV  | BAMB  | OLIM  | STRA  | AEKA   |
| ---- | ----- | ----- | ----- | ----- | ----- | ----- | ----- | ------ |
| BASK | –     | 77–69 | 94–73 | 91–73 | 77–59 | 91–63 | 80–54 | 77–62  |
| FORT | 86–66 | –     | 75–64 | 84–65 | 94–64 | 68–65 | 71–47 | 88–55  |
| ŽALG | 63–58 | 81–86 | –     | 88–70 | 86–65 | 80–79 | 72–63 | 87–70  |
| TREV | 92–96 | 94–84 | 82–76 | –     | 76–68 | 81–66 | 83–78 | 103–83 |
| BAMB | 68–73 | 67–76 | 72–79 | 92–85 | –     | 81–80 | 73–60 | 71–61  |
| OLIM | 70–87 | 87–80 | 75–78 | 95–77 | 57–59 | –     | 82–68 | 81–72  |
| STRA | 84–76 | 75–78 | 68–73 | 76–78 | 68–71 | 90–82 | –     | 70–66  |
| AEKA | 60–87 | 82–75 | 80–65 | 57–83 | 51–65 | 68–77 | 73–71 | –      |

### Grupo B
|    | Equipo                  | PJ | PG | PP | PF   | PC   | Dif  |
| -- | ----------------------- | -- | -- | -- | ---- | ---- | ---- |
| 1. | Maccabi Tel Aviv BC     | 14 | 9  | 5  | 1220 | 1135 | +85  |
| 2. | Efes Pilsen SK          | 14 | 9  | 5  | 1025 | 995  | +30  |
| 3. | BC Lietuvos Rytas       | 14 | 8  | 6  | 1068 | 1012 | +56  |
| 4. | Winterthur FC Barcelona | 14 | 7  | 7  | 1079 | 1021 | +58  |
| 5. | Olympiacos BC           | 14 | 7  | 7  | 1085 | 1059 | +26  |
| 6. | KK Cibona Zagreb        | 14 | 6  | 8  | 917  | 1054 | -137 |
| 7. | Prokom Trefl Sopot      | 14 | 5  | 9  | 997  | 1066 | -69  |
| 8. | Armani Jeans Milán      | 14 | 5  | 9  | 1036 | 1085 | -49  |

|      | MACC  | EFES  | LIET   | FCBA  | OLYM   | CIBN  | PROK  | OMIL  |
| ---- | ----- | ----- | ------ | ----- | ------ | ----- | ----- | ----- |
| MACC | –     | 88–81 | 86–92  | 88–72 | 101–95 | 83–74 | 95–68 | 96–95 |
| EFES | 90–88 | –     | 51–72  | 66–63 | 77–69  | 71–77 | 76–61 | 85–57 |
| LIET | 88–83 | 65–74 | –      | 61–71 | 78–67  | 80–52 | 82–69 | 59–65 |
| FCBA | 78–88 | 79–74 | 91–97  | –     | 86–70  | 97–53 | 99–80 | 75–77 |
| OLYM | 83–78 | 75–78 | 65–63  | 80–68 | –      | 99–70 | 70–65 | 89–67 |
| CIBN | 66–94 | 60–49 | 68–57  | 57–77 | 74–62  | –     | 71–61 | 67–60 |
| PROK | 59–81 | 75–82 | 75–73  | 60–65 | 79–77  | 80–64 | –     | 73–60 |
| OMIL | 94–71 | 66–71 | 95–101 | 70–58 | 75–84  | 84–64 | 71–92 | –     |

### Grupo C
|    | Equipo               | PJ | PG | PP | PF   | PC   | Dif  |
| -- | -------------------- | -- | -- | -- | ---- | ---- | ---- |
| 1. | Unicaja Málaga       | 14 | 12 | 2  | 1100 | 1015 | +85  |
| 2. | Panathinaikos BC     | 14 | 12 | 2  | 1219 | 1063 | +156 |
| 3. | PBC CSKA Moscú       | 14 | 10 | 4  | 1116 | 950  | +166 |
| 4. | Real Madrid CF       | 14 | 7  | 7  | 1012 | 1004 | +8   |
| 5. | Ülker Estambul       | 14 | 5  | 9  | 1000 | 1055 | -55  |
| 6. | Montepaschi Siena    | 14 | 4  | 10 | 1001 | 1055 | -54  |
| 7. | ÉB Pau-Orthez        | 14 | 4  | 10 | 971  | 1103 | -132 |
| 8. | KK Partizan Belgrado | 14 | 2  | 12 | 978  | 1152 | -174 |

|      | UNIC  | PANA  | CSKA  | RMAD  | ÜLKR  | MONT  | PAUO  | PART   |
| ---- | ----- | ----- | ----- | ----- | ----- | ----- | ----- | ------ |
| UNIC | –     | 82–79 | 77–72 | 71–61 | 70–57 | 82–60 | 81–73 | 83–79  |
| PANA | 93–95 | –     | 92–82 | 87–71 | 85–69 | 89–79 | 94–62 | 81–62  |
| CSKA | 87–63 | 84–89 | –     | 64–52 | 74–51 | 69–74 | 97–74 | 89–58  |
| RMAD | 88–77 | 73–90 | 71–80 | –     | 70–58 | 65–61 | 79–83 | 85–68  |
| ÜLKR | 76–83 | 66–82 | 49–82 | 75–79 | –     | 74–71 | 87–55 | 100–64 |
| MONT | 70–82 | 78–82 | 66–75 | 77–74 | 70–74 | –     | 77–72 | 66–59  |
| PAUO | 53–68 | 67–82 | 55–69 | 50–69 | 85–95 | 83–79 | –     | 77–69  |
| PART | 67–86 | 93–94 | 79–92 | 63–75 | 85–69 | 75–73 | 57–82 | –      |

## Top 16
Los dos primeros de cada grupo alcanzaron la ronda eliminatoria.

### Grupo D
|    | Equipo                  | PJ | PG | PP | PF  | PC  | Dif |
| -- | ----------------------- | -- | -- | -- | --- | --- | --- |
| 1. | Winterthur FC Barcelona | 6  | 5  | 1  | 448 | 434 | +14 |
| 2. | Olympiacos BC           | 6  | 4  | 2  | 490 | 450 | +40 |
| 3. | Unicaja Málaga          | 6  | 3  | 3  | 447 | 435 | +12 |
| 4. | BC Žalgiris Kaunas      | 6  | 0  | 6  | 425 | 491 | -66 |

|      | FCBA  | OLYM  | UNIC  | ŽALG  |
| ---- | ----- | ----- | ----- | ----- |
| FCBA | –     | 76–72 | 60–73 | 81–69 |
| OLYM | 67–74 | –     | 87–84 | 78–69 |
| UNIC | 68–71 | 75–87 | –     | 68–64 |
| ŽALG | 85–86 | 72–99 | 66–79 | –     |

### Grupo E
|    | Equipo              | PJ | PG | PP | PF  | PC  | Dif |
| -- | ------------------- | -- | -- | -- | --- | --- | --- |
| 2. | Maccabi Tel Aviv BC | 6  | 5  | 1  | 491 | 448 | +43 |
| 2. | Real Madrid CF      | 6  | 4  | 2  | 446 | 412 | +34 |
| 3. | Climamio Bolonia    | 6  | 2  | 4  | 469 | 477 | -8  |
| 4. | Ülker Estambul      | 6  | 1  | 5  | 415 | 484 | -69 |

|      | MACC  | RMAD  | FORT  | ÜLKR  |
| ---- | ----- | ----- | ----- | ----- |
| MACC | –     | 73–58 | 82–76 | 84–74 |
| RMAD | 90–75 | –     | 92–76 | 74–53 |
| FORT | 84–89 | 66–61 | –     | 87–69 |
| ÜLKR | 66–88 | 69–71 | 84–80 | –     |

### Grupo F
|    | Equipo            | PJ | PG | PP | PF  | PC  | Dif |
| -- | ----------------- | -- | -- | -- | --- | --- | --- |
| 1. | PBC CSKA Moscú    | 6  | 5  | 1  | 441 | 391 | +50 |
| 2. | TAU Cerámica      | 6  | 4  | 2  | 453 | 422 | +31 |
| 3. | BC Lietuvos Rytas | 6  | 3  | 3  | 422 | 427 | -5  |
| 4. | GHP Bamberg       | 6  | 0  | 6  | 374 | 450 | -76 |

|      | CSKA  | BASK  | LIET  | BAMB  |
| ---- | ----- | ----- | ----- | ----- |
| CSKA | –     | 82–76 | 79–69 | 76–64 |
| BASK | 70–63 | –     | 96–89 | 71–51 |
| LIET | 48–66 | 65–63 | –     | 79–67 |
| BAMB | 64–75 | 72–77 | 56–72 | –     |

### Grupo G
|    | Equipo           | PJ | PG | PP | PF  | PC  | Dif |
| -- | ---------------- | -- | -- | -- | --- | --- | --- |
| 1. | Panathinaikos BC | 6  | 3  | 3  | 447 | 419 | +28 |
| 2. | Efes Pilsen SK   | 6  | 3  | 3  | 446 | 447 | -1  |
| 3. | Benetton Treviso | 6  | 3  | 3  | 476 | 488 | -12 |
| 4. | KK Cibona Zagreb | 6  | 3  | 3  | 458 | 473 | -15 |

|      | PANA  | EFES  | TREV  | CIBN  |
| ---- | ----- | ----- | ----- | ----- |
| PANA | –     | 73–76 | 81–70 | 88–69 |
| EFES | 56–66 | –     | 80–68 | 63–69 |
| TREV | 76–69 | 94–87 | –     | 88–80 |
| CIBN | 72–70 | 77–84 | 91–80 | –     |

## Cuartos de final

### Cuarto de final 1
| 4 de abril de 2006 | Winterthur FC Barcelona                      | 72–58        | Real Madrid CF                                  |                                      |  |
|                    |                                              |              |                                                 |                                      |  |
|                    | Estadísticas Williams 23 Fučka 10 Williams 4 | Pts Reb Asts | Estadísticas Bullock 19 Hamilton 12 Rakočević 3 | Pabellón: Palau Blaugrana, Barcelona |  |

| 6 de abril de 2006 | Real Madrid CF                                          | 84–78        | Winterthur FC Barcelona                    |                                         |  |
|                    |                                                         |              |                                            |                                         |  |
|                    | Estadísticas Hamilton 22 Hamilton 7 Rakočević & Reyes 3 | Pts Reb Asts | Estadísticas Navarro 21 Fučka 6 Williams 5 | Pabellón: Palacio de Vistalegre, Madrid |  |

| 13 de abril de 2006                           | Winterthur FC Barcelona                                  | 76–70        | Real Madrid CF                                            |                                                                     |  |  |
|                                               | Parciales: 21-23, 17-16, 18-13, 20-18                    |              |                                                           |                                                                     |  |  |
|                                               | Estadísticas Kakiouzis 19 Fučka & Kakiouzis 5 Williams 6 | Pts Reb Asts | Estadísticas Bullock 17 Hamilton 8 Hamilton & Rakočević 3 | Pabellón: Palau Blaugrana, Barcelona Asistencia: 8.000 espectadores |  |  |
| Winterthur FC Barcelona gana la serie por 2–1 |                                                          |              |                                                           |                                                                     |  |  |
|                                               |                                                          |              |                                                           |                                                                     |  |  |

### Cuarto de final 2
| 4 de abril de 2006 | Maccabi Tel Aviv BC                                | 87–78        | Olympiacos BC                                            |                                 |  |
|                    |                                                    |              |                                                          |                                 |  |
|                    | Estadísticas Vujčić 23 Parker 8 Solomon & Vujčić 5 | Pts Reb Asts | Estadísticas Edney 20 Seibutis & Žižić 7 Edney & Lewis 3 | Pabellón: Nokia Arena, Tel Aviv |  |

| 6 de abril de 2006 | Olympiacos BC                                                                | 76–70        | Maccabi Tel Aviv BC                                        |                                                       |  |
|                    |                                                                              |              |                                                            |                                                       |  |
|                    | Estadísticas Schortsanitis 17 Barlos & Papamakarios 5 Edney & Papamakarios 3 | Pts Reb Asts | Estadísticas Solomon 23 Parker 10 Parker, Sharp & Vujčić 2 | Pabellón: Pabellón de 'La Paz y La Amistad', El Pireo |  |

| 13 de abril de 2006                       | Maccabi Tel Aviv BC                        | 77–73        | Olympiacos BC                                       |                                                                 |  |  |
|                                           | Parciales: 26-24, 18-18, 18-16, 15-15      |              |                                                     |                                                                 |  |  |
|                                           | Estadísticas Solomon 18 Parker 12 Vujčić 6 | Pts Reb Asts | Estadísticas Edney 14 Vasilopoulos 8 Papamakarios 4 | Pabellón: Nokia Arena, Tel Aviv Asistencia: 10.500 espectadores |  |  |
| Maccabi Tel Aviv BC gana la serie por 2–1 |                                            |              |                                                     |                                                                 |  |  |
|                                           |                                            |              |                                                     |                                                                 |  |  |

### Cuarto de final 3
| 4 de abril de 2006 | PBC CSKA Moscú                               | 66–57        | Efes Pilsen SK                                           |                                             |  |
|                    |                                              |              |                                                          |                                             |  |
|                    | Estadísticas Holden 19 Smodiš 9 Papaloukas 5 | Pts Reb Asts | Estadísticas Domercant 24 Domercant 6 Arslan & Popović 3 | Pabellón: CSKA Universal Sports Hall, Moscú |  |

| 6 de abril de 2006                   | Efes Pilsen SK                             | 71–75        | PBC CSKA Moscú                                    |                                       |  |  |
|                                      |                                            |              |                                                   |                                       |  |  |
|                                      | Estadísticas Prkačin 15 Gönlüm 10 Arslan 3 | Pts Reb Asts | Estadísticas Langdon 24 Papaloukas 7 Papaloukas 6 | Pabellón: Abdi İpekçi Arena, Estambul |  |  |
| PBC CSKA Moscú gana la serie por 2–0 |                                            |              |                                                   |                                       |  |  |
|                                      |                                            |              |                                                   |                                       |  |  |

### Cuarto de final 4
| 4 de abril de 2006 | Panathinaikos BC                                | 84–72        | TAU Cerámica                                |                                       |  |
|                    |                                                 |              |                                             |                                       |  |
|                    | Estadísticas Batiste 15 Tomašević 6 Spanoulis 6 | Pts Reb Asts | Estadísticas Scola 20 Splitter 6 Prigioni 3 | Pabellón: Olympic Indoor Hall, Atenas |  |

| 6 de abril de 2006 | TAU Cerámica                              | 85–79        | Panathinaikos BC                                              |                                         |  |
|                    |                                           |              |                                                               |                                         |  |
|                    | Estadísticas Hansen 21 Scola 6 Prigioni 9 | Pts Reb Asts | Estadísticas Spanoulis 20 Batiste & Diamantidis 5 Spanoulis 3 | Pabellón: Fernando Buesa Arena, Vitoria |  |

| 12 de abril de 2006                | Panathinaikos BC                                                | 71–74        | TAU Cerámica                                     |                                       |  |  |
|                                    |                                                                 |              |                                                  |                                       |  |  |
|                                    | Estadísticas Spanoulis 16 Diamantidis 6 Diamantidis & Lakovič 3 | Pts Reb Asts | Estadísticas Erdoğan 24 Dávid & Scola 11 Scola 4 | Pabellón: Olympic Indoor Hall, Atenas |  |  |
| TAU Cerámica gana la serie por 2–1 |                                                                 |              |                                                  |                                       |  |  |
|                                    |                                                                 |              |                                                  |                                       |  |  |

## Final Four

### Semifinales

#### Semifinal 1
| 28 de abril de 2006 | Maccabi Tel Aviv BC                      | 85–70        | TAU Cerámica                           |                                                              |  |
|                     | Parciales: 24-17, 27-15, 22-16, 12-22    |              |                                        |                                                              |  |
|                     | Estadísticas Baston 20 Vujčić 8 Vujčić 7 | Pts Reb Asts | Estadísticas Scola 17 Scola 11 Scola 5 | Pabellón: Sazka Arena, Praga Asistencia: 16.805 espectadores |  |

#### Semifinal 2
| 28 de abril de 2006 | Winterthur FC Barcelona                      | 75–84        | PBC CSKA Moscú                                          |                                                              |  |
|                     | Parciales: 20-15, 18-19, 14-23, 23-27        |              |                                                         |                                                              |  |
|                     | Estadísticas Williams 24 Fučka 10 Williams 4 | Pts Reb Asts | Estadísticas Holden & Papaloukas 19 Smodiš 12 Langdon 3 | Pabellón: Sazka Arena, Praga Asistencia: 16.805 espectadores |  |

### Tercer lugar
| 30 de abril de 2006 | Winterthur FC Barcelona                            | 82–87        | TAU Cerámica                                           |                                                              |  |
|                     | Parciales: 19-26, 17-21, 24-15, 22-25              |              |                                                        |                                                              |  |
|                     | Estadísticas Fučka & Navarro 20 Fučka 9 Williams 4 | Pts Reb Asts | Estadísticas Drobnjak 19 Drobnjak & Scola 7 Prigioni 6 | Pabellón: Sazka Arena, Praga Asistencia: 16.805 espectadores |  |

### Final
| 30 de abril de 2006 | PBC CSKA Moscú                                   | 73–69        | Maccabi Tel Aviv BC                                            |                                                              |  |
|                     | Parciales: 18-18, 17-12, 14-18, 24-21            |              |                                                                |                                                              |  |
|                     | Estadísticas Papaloukas 18 Smodiš 8 Papaloukas 7 | Pts Reb Asts | Estadísticas Solomon 20 Baston 15 Burstein, Parker & Solomon 2 | Pabellón: Sazka Arena, Praga Asistencia: 16.805 espectadores |  |

| Campeones de la Euroleague 2005-06 |
| ---------------------------------- |
| PBC CSKA Moscú Quinto título       |

## Nominaciones

### Primer quinteto ideal de la temporada
| Posición  | Jugador              | Equipo                  |
| --------- | -------------------- | ----------------------- |
| Base      | Theodoros Papaloukas | PBC CSKA Moscú          |
| Escolta   | Juan Carlos Navarro  | Winterthur FC Barcelona |
| Alero     | Anthony Parker       | Maccabi Tel Aviv BC     |
| Ala-pívot | Luis Scola           | TAU Cerámica            |
| Pívot     | Nikola Vujčić        | Maccabi Tel Aviv BC     |

|  | MVP de la temporada |

### Segundo quinteto ideal de la temporada
| Posición  | Jugador            | Equipo             |
| --------- | ------------------ | ------------------ |
| Base      | Pablo Prigioni     | TAU Cerámica       |
| Escolta   | Vassilis Spanoulis | Panathinaikos BC   |
| Alero     | Trajan Langdon     | PBC CSKA Moscú     |
| Ala-pívot | Jorge Garbajosa    | Unicaja Málaga     |
| Pívot     | Darjuš Lavrinovič  | BC Žalgiris Kaunas |

### MVP de la Final Four
| Posición | Jugador              | Equipo         |
| -------- | -------------------- | -------------- |
| Base     | Theodoros Papaloukas | PBC CSKA Moscú |

### PremioAlphonso Fordal mejor anotador
| Posición | Jugador       | Equipo           |
| -------- | ------------- | ---------------- |
| Escolta  | Drew Nicholas | Benetton Treviso |

### Mejor defensor
| Posición | Jugador              | Equipo           |
| -------- | -------------------- | ---------------- |
| Base     | Dimitris Diamantidis | Panathinaikos BC |

### Estrella emergente
| Posición  | Jugador         | Equipo           |
| --------- | --------------- | ---------------- |
| Ala-pívot | Andrea Bargnani | Benetton Treviso |

### PremioAlexander Gomelskyal mejor entrenador
| Entrenador     | Equipo         |
| -------------- | -------------- |
| Ettore Messina | PBC CSKA Moscú |

### Jugador del mes
| Mes       | Jugador             | Equipo                  |
| --------- | ------------------- | ----------------------- |
| Noviembre | Kaya Peker          | Efes Pilsen SK          |
| Diciembre | Jorge Garbajosa     | Unicaja Málaga          |
| Enero     | Juan Carlos Navarro | Winterthur FC Barcelona |
| Febrero   | Tyus Edney          | Olympiacos BC           |
| Marzo     | Maceo Baston        | Maccabi Tel Aviv BC     |
| Abril     | Trajan Langdon      | PBC CSKA Moscú          |

### Jugador de la jornada
| Jornada     | Jugador                | Equipo                  | Valoración |
| ----------- | ---------------------- | ----------------------- | ---------- |
| 1           | Dejan Milojević        | KK Partizan Belgrado    | 33         |
| 1           | Nikola Vujčić          | Maccabi Tel Aviv BC     | 33         |
| 2           | Vassilis Spanoulis     | Panathinaikos BC        | 32         |
| 3           | Marko Popović          | Efes Pilsen SK          | 31         |
| 4           | Maceo Baston           | Maccabi Tel Aviv BC     | 35         |
| 5           | Ricardo Greer          | Strasbourg IG           | 33         |
| 5           | Dejan Milojević        | KK Partizan Belgrado    | 33         |
| 6           | Haris Mujezinović      | BC Lietuvos Rytas       | 36         |
| 6           | Anthony Parker         | Maccabi Tel Aviv BC     | 36         |
| 7           | Scoonie Penn           | KK Cibona Zagreb        | 36         |
| 8           | Spencer Nelson         | GHP Bamberg             | 48         |
| 9           | Andrija Žižić          | Olympiacos BC           | 41         |
| 10          | Mike Batiste           | Panathinaikos BC        | 33         |
| 11          | Louis Bullock          | Real Madrid CF          | 34         |
| 12          | Marko Popović          | Efes Pilsen SK          | 40         |
| 13          | Tyus Edney             | Olympiacos BC           | 38         |
| 13          | Felipe Reyes           | Real Madrid CF          | 38         |
| 14          | Scoonie Penn           | KK Cibona Zagreb        | 37         |
| Top16 - 1   | Anthony Parker         | Maccabi Tel Aviv BC     | 39         |
| Top16 - 2   | Igor Rakočević         | Real Madrid CF          | 32         |
| Top16 - 2   | Sofoklis Schortsanitis | Olympiacos BC           | 32         |
| Top16 - 3   | Jorge Garbajosa        | Unicaja Málaga          | 37         |
| Top16 - 4   | Maceo Baston           | Maccabi Tel Aviv BC     | 28         |
| Top16 - 4   | Antonio Granger        | Efes Pilsen SK          | 28         |
| Top16 - 4   | Nikola Prkačin         | Efes Pilsen SK          | 28         |
| Top16 - 5   | Igor Rakočević         | Real Madrid CF          | 28         |
| Top16 - 6   | Maceo Baston           | Maccabi Tel Aviv BC     | 29         |
| Top16 - 6   | Henry Domercant        | Efes Pilsen SK          | 29         |
| PlayOff - 1 | Nikola Vujčić          | Maccabi Tel Aviv BC     | 38         |
| PlayOff - 2 | Venson Hamilton        | Real Madrid CF          | 28         |
| PlayOff - 3 | Michalis Kakiouzis     | Winterthur FC Barcelona | 23         |

| Predecesor: Euroliga 2004-05 | Euroliga 2005-06 | Sucesor: Euroliga 2006-07 |